# A120 (Росія)
Автошлях А120 «Санкт-Петербурзьке південне півкільце» — автомобільна дорога загального користування федерального значення, що проходить по території Ленінградської області. Народні назви — бетонка, бетонна дорога, кірівська дорога. Є півкільцем, що проходить на відстані приблизно 50 км на південь від Санкт-Петербурга. Протяжність дороги становить близько 149 км.

## Маршрут
Автошлях починається в місті Кіровськ. Далі йде Кіровським районом у бік селища Мга, звідти — на південний захід Тосненського району до селища Ульянівка та селища Скляне. Звідти дорога йде на захід у Гатчинський район . Від селища Війсковиці автодорога йде на північний захід до Ломоносівського району, а далі на північ до селища Велика Іжора.

## Історія
Була збудована військовими у 1970-х роках як рокадна дорога, поєднувала військові частини різного, в основному протиповітряного призначення. Її було закрито для цивільних осіб на деяких ділянках.

## Перспективи
В 2006 уряд Ленінградської області визнав перспективними для розміщення промислових зон 19 майданчиків, більша частина яких знаходиться біля дороги А120.
У 2007 році уряд Ленінградської області озвучив плани модернізації автодороги та перетворення її на КАД-2. Передбачається укладання сучасного бетонного покриття та створення інфраструктури, що відповідає міжнародним вимогам до автотранспортних транзитних коридорів. Задля реалізації проекту передбачається залучити інвесторів.
У листопаді 2007 року Федеральне дорожнє агентство включило до планів своєї роботи на 2010—2015 роки будівництво другого транспортного кільця Санкт-Петербурга на базі траси А120.

## Альтернативи
Для того, щоб потрапити з М10 на Р21 існує траса А115, а на E-95 — траса 41А-003 і траса Луга — Новгород.